# Cordillera Clark
La cordillera Clark es una subcordillera de la Sierra Nevada. Le pusieron ese nombre a la cordillera en honor a Galen Clark, el creador del Parque nacional de Yosemite, en donde está situado. Está situada en California, Estados Unidos. Fue nombrada oficialmente así el 1 de enero de 1932.

## Ubicación
El pico más alto de la cordillera es Merced Peak a 3.574 metros seguido por Red Peak, que tiene 3.566 metros. El área total de la cordillera es de 192 km². Tiene 18 kilómetros de norte a sur, y 20 kilómetros de este a oeste.
También cabe destacar que sus 10 montañas más altas tienen más de 3000 metros de altura.

## Geología
La roca metamórfica, que se formó hace 130 millones de años, compone la mayor parte de la cordillera Clark. La principal excepción al respecto es el granito de la cumbre del monte Clark, aunque también la hay en menor medida en otros sitios de la cordillera.